# Бо Бенар Крески
Бо Бенар Крески (фр. Bosc-Bénard-Crescy) насеље је и општина у северној Француској у региону Горња Нормандија, у департману Ер која припада префектури Берне.
По подацима из 2011. године у општини је живело 361 становника, а густина насељености је износила 82,23 становника/km². Општина се простире на површини од 4,39 km². Налази се на средњој надморској висини од 140 метара (максималној 147 m, а минималној 119 m).

## Демографија
| 1962. | 1968. | 1975. | 1982. | 1990. | 1999. | 2011. |
| ----- | ----- | ----- | ----- | ----- | ----- | ----- |
| 132   | 150   | 215   | 257   | 281   | 330   | 361   |

График промене броја становника у току последњих година